# My Time (sång)
My Time, eller It's My Time, är en låt som representerade Storbritannien i Eurovision Song Contest 2009 i Moskva, Ryssland den 16 maj 2009. Låten kom på 5:e plats. Text och musik är skriven av Lord Andrew Lloyd Webber och Diane Warren.
Sången framfördes av Jade Ewen eftersom hon vann "Eurovision: Your Country Needs You" den 31 januari. Lloyd Webber akompanjerade Jade, genom att spela piano på scenen under framförandet.